# Niedźwiedzie (Szczytno)
Niedźwiedzie (deutsch Bärenbruch) ist ein Dorf in der polnischen Woiwodschaft Ermland-Masuren. Es gehört zur Gmina Szczytno (Landgemeinde Ortelsburg) im Powiat Szczycieński (Kreis Ortelsburg).

## Geographische Lage
Niedźwiedzie liegt in der südlichen Mitte der Woiwodschaft Ermland-Masuren, zwölf Kilometer südöstlich der Kreisstadt Szczytno (deutsch Ortelsburg).

## Geschichte
Die Gründung Bärenbruchs erfolgte 1819, worauf eine am 14. September jenes Jahres ausgestellte Handfeste hindeutet. Am 12. April 1869 wurde der Ort durch Kabinettsorder unter Abtrennung vom Gutsbezirk des Forstreviers Friedrichsfelde (polnisch Chochół) zu einem selbständigen Gemeindebezirk erklärt.
Im Jahre 1874 wurde der Gutsbezirk Bärenbruch in den neu errichteten Amtsbezirk Wilhelmsthal (polnisch Pużary) im ostpreußischen Kreis Ortelsburg eingegliedert. Die Einwohnerzahl belief sich im Jahre 1910 auf 263. Sie sank bis 1933 auf 216 und betrug 1939 noch 210.
Aufgrund der Bestimmungen des Versailler Vertrags stimmte die Bevölkerung im Abstimmungsgebiet Allenstein, zu dem Bärenbruch gehörte, am 11. Juli 1920 über die weitere staatliche Zugehörigkeit zu Ostpreußen (und damit zu Deutschland) oder den Anschluss an Polen ab. In Bärenbruch stimmten 190 Einwohner für den Verbleib bei Ostpreußen, auf Polen entfielen keine Stimmen.
In Kriegsfolge kam Bärenbruch 1945 mit dem gesamten südlichen Ostpreußen zu Polen und erhielt die polnische Namensform „Niedźwiedzie“. Heute ist das Dorf mit Sitz eines Schulzenamtes (polnisch Sołectweo) eine Ortschaft im Verbund der Landgemeinde Szczytno (Ortelsburg) im Powiat Szczycieński (Kreis Ortelsburg), bis 1998 der Woiwodschaft Olsztyn, seither der Woiwodschaft Ermland-Masuren zugehörig. Die Zahl der Einwohner belief sich im Jahre 2011 auf 131.

## Kirche
Bis 1945 war Bärenbruch in die evangelische Kirche Gawrzialken (1928 bis 1945 Wilhelmsthal, polnisch Gawrzyjałki) in der Kirchenprovinz Ostpreußen der Kirche der Altpreußischen Union sowie in die römisch-katholische Kirche Ortelsburg bzw. Lipowitz (1933 bis 1945 Lindenort, polnisch Lipowiec) im Bistum Ermland eingepfarrt.
Heute gehört Niedźwiedzie zur evangelischen Pfarrei Szczytno in der Diözese Masuren der Evangelisch-Augsburgischen Kirche in Polen sowie zur katholischen Pfarrei Gawrzyjałki im jetzigen Erzbistum Ermland.

## Schule
Die in der Regierungszeit Friedrich Wilhelms III. gegründete Dorfschule wurde 1918 modern ausgebaut.

## Verkehr
Niedźwiedzie liegt an einer Nebenstraße, die von der polnischen Landesstraße 53 (einstige deutsche Reichsstraße 134) bei Olszyny (Olschienen, 1938 bis 1945 Ebendorf) nach Gawrzyjałki führt. Eine Anbindung an den Bahnverkehr existiert nicht.